# Sandrizets
Els sandrizets o sandrizetes (en llatí sandrizetes) eren una tribu il·lírica de Pannònia a la riba del Dravus, segons diu Plini el Vell. Però en una lectura més atenta del text de Plini es pot llegir també el nom d'andizetes o andizetis (Ἀνδιζήτιοι), que és una tribu que menciona també Estrabó.